# 粒子物理學
粒子物理学是研究组成物质和射线的基本粒子以及它们之间相互作用的一個物理学分支。由于许多基本粒子在大自然的一般条件下不存在或不单独出现，物理学家只有使用粒子加速器在高能相撞的条件下才能生产和研究它们，因此粒子物理学也被称为高能物理学。

## 亚原子粒子
现代粒子物理學的研究集中在亚原子粒子上。这些粒子的结构比原子要小，其中包括原子的组成部分如电子、质子和中子（质子和中子本身又是由夸克所组成的粒子）和放射和散射所造成的粒子如光子、中微子和緲子，以及许多其它奇特的粒子。
|                       | 类型                  | 世代                  | 反物质                | 色                    | 总数 |
| --------------------- | --------------------- | --------------------- | --------------------- | --------------------- | ---- |
| 夸克                  | 2                     | 3                     | 成对                  | 3                     | 36   |
| 轻子                  | 2                     | 3                     | 成对                  | 无                    | 12   |
| 胶子                  | 1                     | 1                     | 自身                  | 8                     | 8    |
| 光子                  | 1                     | 1                     | 自身                  | 无                    | 1    |
| Z玻色子               | 1                     | 1                     | 自身                  | 无                    | 1    |
| W玻色子               | 1                     | 1                     | 成对                  | 无                    | 2    |
| 希格斯玻色子          | 1                     | 1                     | 自身                  | 无                    | 1    |
| 总共(已知)的基础粒子: | 总共(已知)的基础粒子: | 总共(已知)的基础粒子: | 总共(已知)的基础粒子: | 总共(已知)的基础粒子: | 61   |

严格地说“粒子”这个称呼不精确，粒子物理学中研究的所有的物体都遵守量子力学的规则，它们都显示波粒二象性，根据不同的实验条件它们显示粒子的特性或波的特性。在物理理论中，它们既非粒子也非波，理论学家用希尔伯特空间中的状态向量来描写它们，详细的理论基础為量子场论。但按照粒子物理学的常规在这篇文章中这些物体依然被称为“粒子”，虽然这些粒子也具有波的特性。
今天所知的所有基本粒子都可以用一个叫做粒子物理标准模型的量子场论来描写。标准模型是目前粒子物理學中最好的理论，它包含37种基本粒子，这些基本粒子相互结合可以形成更加复杂的粒子。从1960年代以来实验物理学家已经发现和观察到了上百种复合粒子了。标准模型理论几乎与至今为止观察到的所有的实验数据相符合。虽然如此，大多数粒子物理學家相信标准模型理论依然是一个不完善的理论，而一个更加基本的理论尚有待发现。最近发现的中微子静质量不为零是第一个与标准模型出现偏差的实验观测。

## 历史
前6世纪古希腊的哲学家就提出物质是由基本粒子组成的猜测。流西普斯、德谟克里特斯和伊比鸠鲁是“原子论”的代表人物。17世纪时艾萨克·牛顿也有过物质是由粒子组成的想法。1802年约翰·道尔顿正式提出所有物质是由原子组成的理论。
1869年季米特里·门捷列夫发表的元素周期表加深了原子论的设想。约瑟夫·汤姆孙发现了原子中存在带有负电荷、质量非常小的电子，认为原子是由质子和被束缚的电子组成的。欧内斯特·卢瑟福证明质子集中在非常紧密的原子核中。1932年英国物理学家查德威克发现了中子，至此，人们认识到原子核是由质子和中子组成的，电子在原子核外运动。
20世纪原子物理学和量子物理学的研究导致了裂变和聚变的发现和实验成功。人类能够将一个元素的原子转换成另一个元素的原子。
1950年代和60年代中许多新的粒子被发现，它们被统称为“粒子动物园”。直到1970年代粒子物理的标准模型建立，将大多数这些粒子看作是少数基本粒子的复合粒子后这个混乱才减轻。

## 标准模型理论
目前描写基本粒子的最成功的理论是标准模型理论，它使用规范玻色子来描写强相互作用、弱相互作用和电磁相互作用。光子、W及Z玻色子和胶子都属于规范玻色子。标准模型包含了24种基本费米子(12种基本粒子与对应之反粒子)，这些组成了现有的物质。最后这个理论还预言了希格斯玻色子。彼得·希格斯與弗朗索瓦·恩格勒爾後荣获2013年诺贝尔物理学奖。

## 实验粒子物理學
实验粒子物理学通常借由大量产生对撞物理事件，进而分析物理现象。早于CERN中期（1980年代），此领域便需要集结大量不同国籍之研究员，全球资讯网便是为了因应研究员沟通之便利而诞生。因为需要处理大量数据，如今此领域之研究发展也与电脑科学息息相关。由于各个高能实验经费正节节高升，以求更高能量、更高亮度或是更高的时空解析度(对于时间和空间的最小辨识力)，通常经费来自于政府，大型强子对撞机已成为经费最高之高能物理实验。因为严重排挤了政府其他项目之预算，高昂经费之高能物理实验往后可能渐渐减少。
大的实验粒子物理學国际合作有：
- 歐洲核子研究組織：位于法国和瑞士边境日内瓦附近，其主要仪器如下：
  - 大型正负电子对撞机（2001年停用，现已拆除）
  - 超级质子同步加速器
  - 大型強子對撞機
- 德国电子加速器：位于德国汉堡，其主要设备是强子电子环设备（HERA），可用电子和正电子与质子相撞。
- SLAC国家加速器实验室：位于美国帕洛阿图附近，其主要设备是PEP-II，用来碰撞电子和正电子。
- 费米国立加速器实验室：位于美国芝加哥附近，其主要设备是兆電子伏特加速器（Tevatron），碰撞质子与反质子。
- 布鲁克黑文国家实验室：位于美国长岛，其主要设备是相對論性重離子對撞機，用来使重离子如金离子与质子相撞。
- 布德克核子物理研究所（英语：Budker Institute of Nuclear Physics）（BINP）：位于俄罗斯新西伯利亚。
- 超级神冈探测器: 1998年，超级神冈探测器的领导者、日本科学家小柴昌俊发表了测量结果，给出中微子振荡的首个确切证据[8]，认为中微子在三种不同“味”之间是可以相互转换的，这也表明中微子是有质量的，而不是粒子物理标准模型中预言的零质量粒子。2002年，超级神冈探测器证实反应堆中产生的中微子发生了振荡。这个探测结果在中微子天文学和粒子物理学中具有里程碑式的意义，小柴昌俊因此获得2002年的诺贝尔物理学奖。
- 高能加速器研究機構：位于日本筑波，拥有一个测试微中子振盪的K2K和测试正反B介子违反電荷宇稱守恆性的Belle實驗。如今(2018年底)SuperKEK加速器(预期亮度为旧型Belle实验KEK电子正子加速器之40倍)正在进行建造与测试，Belle II实验相关侦测器与软体也正在开发，以接收日后大量的物理事件数据。
- 大亚湾核反应堆中微子实验：位于中国大亚湾核电站北侧，主要物理目标是利用核反应堆产生的反中微子来测量中微子混合角{\displaystyle \theta _{13}}，该项目 （页面存档备份，存于）由中科院高能物理研究所主持。

此外世界各地还有许多其它粒子加速器，比如中国大陆的北京正负电子对撞机與台灣新竹科學工業園區的國家同步輻射研究中心。

## 理论粒子物理學
理论粒子物理學试图描述自然界的一切交互作用，研究能解释今天实验结果並能预言未来实验结果的模型、理论构架和数学工具。今天在这方面有许多不同的努力。
一个重要的工作点是更好地理解标准模型理论和其实验结果，从试验中获得更精确的参数，这个工作点测试标准模型理论的极限来扩大我们对自然的理解。这个工作最大的困难在于量子色动力学中对多个物体计算时的困难。一些理论家将他们的精力集中在有效场论。
另一个重要的工作点是建立超出标准模型理论的模型。由于今天的实验数据还不够，这个工作非常困难。新的理论结构有超对称、阮桑模型、前子理论等等。
第三个重要的工作点是弦理论，其目的在于建立一种基于微小弦与膜而不是基于粒子的理论来统一描述量子力学和广义相对论。如果这一理论取得成功，可以被看作一种“万有理论”。
此外还有一些其它的理论工作如迴圈量子引力理論等。

## 还原论
还原论是将世界上的事物的解释简化到一些基础的理论的哲学观点。在粒子物理學这个观点是提出一个可以解释世界上的一切的一种最基础的物理理论，或者用一个比较大众化的语言来说，来寻找一个概括宇宙一切的公式。
但在粒子物理學的发展过程中也一直有人批评这种极端的还原论。这些批评者中有粒子物理學家、化学家、生物学家、固体物理学家和整体论者。他们并不向标准模型理论本身挑战，但他们认为基本粒子的特性并不一定也是它们所组成的原子、分子或更大的结构的特性，尤其是它们并不能表达很多粒子组成的系统的特性。基于混沌理论，一些批评者认为即使物理学家完全认识基本粒子的所有的特性的话，人们以此不能完全理解所有的自然的过程；另一些批评者怀疑人们能够完全理解基本粒子的特性。

## 公共政策
粒子物理學的实验结果需要使用巨大的粒子加速器才能取得。这些加速器非常昂贵（往往需要上十亿美元）因此需要大量政府资助。因此粒子物理學的研究也关系到公共政策的决定。
许多人认为花这么多的钱不值得，而且粒子物理學消耗了许多可以用到更重要的研究和教育方面的钱。20世纪80年代，在美国德克萨斯州开始建造一台超级超导对撞机，这是个宏伟的计划，费用高达80亿美元，美国国会为此花掉了20亿美元，在建成一条22公里的隧道后取消了这项工程。许多科学家（包括超導超大型加速器的支持者和反对者）相信这个决定的原因之一是因为冷战结束后美国没有必要花这么多钱在这方面与苏联竞争了。
此外许多反对者怀疑单一国家是否还有能力运行如此昂贵的对撞机。
粒子物理學的支持者认为为最基本的理论值得花这么多钱，这些钱对科学的其它方面也有好处。例如加速器與其副產品同步輻射在生物與醫學上的應用，以及最早由CERN研究員所創立的万维网。他们指出今天所有的加速器都是国际合作建立和运行的，他们怀疑取消制造加速器所节省下来的預算仍会使用在其它科学和教育的方面上。

## 展望
世界各地的粒子物理學家对粒子物理學近期和中期最重要的目标的见解是一致的。近期的目标是于2007年完成大型强子對撞機并用它来寻找希格斯玻色子和超对称粒子。中期的目标是建造国际直线对撞机（International Linear Collider, ILC）。这个对撞机的技术实现方法已于2004年8月决定，但其地址还没有决定。国际直线对撞机与大型强子对撞机是互相补充的实验设备，大型强子对撞机更适合用来寻找新的粒子，而国际直线对撞机则更适合用来精确地测量这些粒子的特性。
粒子物理學的其它重要目标包括测量微中子的静质量和澄清质子的双重β衰变是否存在。这些實驗不一定需要使用对撞机。

## 外部連結
- 美國高能量物理諮詢小組的文章Quantum Universe: The Revolution in 21st Century Particle Physics列出粒子物理學與天體物理學的九個基礎問題。